# Градско веће града Београда
Градско веће града Београда је орган града Београда који усклађује остваривање функција градоначелника и Скупштине града и врши контролно-надзорну функцију над радом Градске управе. Налази се на адреси Трг Николе Пашића 6.

## Опште информације
Веће чини градоначелник, заменик градоначелника и чланови које бира Скупштине града Београда у трајању од четири гоине, тајним гласањем, а већином од укупног броја одборника.
Кандидат за градоначелника предлаже кандидате за чланове Градског већа Београда. Када одлучује о избору градоначелника, Скупштине града истовремено одлучује о избору заменика градоначелника и чланова Градског већа.
По функцијама, градоначелник Београда је председник Градског већа Београда, док је заменик градоначелника члан Градског већа по функцији.
Чланови Градског већа које бира Скупштина града не могу истовремено бити и одборници, а могу бити задужени за једно или више одређених подручја из надлежности града. Одборнику који буде изабран за члана Градског већа престаје одборнички мандат. Чланови Градског већа могу бити на сталном раду у граду.

## Надлежност
Надлежности Градског већа су :
- Да предлаже статут, буџет и друге одлуке и акте које доноси Скупштина града,
- Да доноси одлуку о привременом финансирању у случају да Скупштина града не донесе буџет пре почетка фискалне године,
- Да врши надзор над радом Градске управе, поништава или укида акте Градске управе који нису у сагласности са законом, Статутом или другим општим актом или одлуком које доноси Скупштина града,
- Да решава у управном поступку у другом степену о правима и обавезама грађана, предузећа и установа и других организација из надлежности града Београда,
- Да се стара о извршавању поверених надлежности из оквира права и дужности републике,
- Да поставља и разрешава начелника Градске управе односно начелнике градских управа за поједине области.[2]